# Криштоф Гінора
Криштоф Гінора (угор. Hinora Kristóf, нар. 5 лютого 1998, Мор) — угорський футболіст, захисник клубу «Пакш». Виступав також за клуби «Ньїредьгаза» і «Вашаш». Володар Кубка Угорщини.

## Клубна кар'єра
Криштоф Гінора народився 1998 року в місті Мор, та є вихованцем футбольної школи клубу МТК (Будапешт). У 2017 році будапештський клуб віддав Гінору в річну оренду до клубу «Ньїредьгаза».
У 2018 році на правах постійного контракту футболіст став гравцем клубу «Вашаш», у складі якого виступав до 2025 року. У 2025 році Гінора став гравцем клубу «Пакш». У складі команди в перший же рік виступів футболіст став володарем Кубка Угорщини.

## Виступи за збірні
У 2017 році Криштоф Гінора дебютував у складі юнацької збірної Угорщини, загалом на юнацькому рівні взяв участь у 2 іграх.
Протягом 2018—2021 років Гінора грав у складі молодіжної збірної Угорщини. На молодіжному рівні зіграв у 4 офіційних матчах.

## Титули і досягнення
- Володар Кубка Угорщини (1):

«Пакш»: 2024–2025